# Кольська АЕС
Кольська атомна електростанція — діюча АЕС, розташована за 12 км від міста Полярні Зорі, Росія. Філія ВАТ «Концерн Росенергоатом» «Кольська атомна станція».

## Опис
Станція складається з чотирьох енергоблоків, реакторами типу ВВЕР-440 і турбінами К-220-44-3 Харківського турбінного заводу і генераторами виробництва ТВВ-220-2АУ3 Санкт-Петербурзького заводу Електросила. Теплова потужність АЕС становить 5500 МВт, що відповідає встановленій електричній потужності 1760 МВт.
Організаційно має поділ на 1-у (блок 1.2) і 2-у (блок -3.4) черги, через відмінності в конструкції реакторних установок ВВЕР-440 проєкту В-230 (блок 1.2) й В-213 (блоки 3,4).
У 1991-2005 рр. на 1-й черзі була проведена велика реконструкція обладнання, що дозволило привести її у відповідність до нових вимог ПЯБ (правил ядерної безпеки) і продовжити термін експлуатації на 15 років.
У 2006 р введений в дію комплекс з переробки радіоактивних рідких відходів (КП РРВ). У 2007 р розпочато роботи з реконструкції блоків № 3,4.
Зв'язок з енергосистемою здійснюється по п'яти лініях електропередач (ЛЕП) напругою 330 кВ.
- Л396, Л496 - КолАЕС - ПС 330 кВ Княжегубська (ПС-206).
- Л397, Л398 - КолАЕС - ПС 330 кВ Мончегорськ (ПС-11) (м Мончегорськ).
- Л404 - КолАЕС - ПС 330 кВ Титан (ПС-204) (м Апатити).
- Л148 - КолАЕС - Каскад Нівських ГЕС (Ніва-1, -2, -3) - 110 кВ.
- Л55 - КолАЕС - електрокотельня місто Полярні Зорі - 110 кВ.

Є проєкт будівництва ЛЕП на північ Фінляндії, Швеції, у Норвегію (Печензький енергоміст).
На середину 2010-х має надлишкову встановлену потужність ~ 400-500 МВт, через спад
споживання електроенергії після 1991 року в Мурманській області і Карелії.

## Інформація по енергоблоках
| Енергоблок       | Тип реакторів | Потужність | Потужність | Початок будівництва | Підключення до мережі | Введення в експлуатацію | Закриття    |
| Енергоблок       | Тип реакторів | Чистий     | Брутто     | Початок будівництва | Підключення до мережі | Введення в експлуатацію | Закриття    |
| ---------------- | ------------- | ---------- | ---------- | ------------------- | --------------------- | ----------------------- | ----------- |
| Кола-1           | ВВЕР-440/230  | 411 МВт    | 440 МВт    | 01.05.1970          | 29.06.1973            | 28.12.1973              | 2018 (план) |
| Кола-2           | ВВЕР-440/230  | 411 МВт    | 440 МВт    | 01.05.1970          | 28.12.1974            | 21.02.1975              | 2019(план)  |
| Кола-3           | ВВЕР-440/213  | 411 МВт    | 440 МВт    | 01.04.1977          | 24.03.1981            | 03.12.1982              | 2026(план)  |
| Кола-4           | ВВЕР-440/213  | 411 МВт    | 440 МВт    | 01.08.1976          | 11.10.1984            | 06.12.1984              | 2039 (план) |
| Кола II-1 (план) | ВВЕР-600/498  | 600 МВт    | 675 МВт    |                     | (2020)                |                         |             |
| Кола II-2 (план) | ВВЕР-600/498  | 600 МВт    | 675 МВт    |                     | (2026)                |                         |             |

## Ресурси Інтернету
- Кольська АЕС [Архівовано 4 листопада 2016 у Wayback Machine.]